# Петър Григорчев
Петър Иванов Григорчев е български опълченец и книгоиздател от Македония.

## Биография
Роден е в 1857 година в Охрид, тогава в Османската империя, и учи до II клас в класното българско училище в родния си град. След това 5 години се занимава с кожухарство. В 1876 година емигрира в Румъния. По време на Руско-турската война в 1877 - 1878 година на 24 април 1877 година постъпва в редовете на Българското опълчение в Плоещ. Служи в IV рота на VI опълченска дружина и участва в сраженията при Уфланли, Казанлък и Шейново. След Освобождението и Берлинския конгрес, участва в Кресненско-Разложкото въстание.
Установява се в новоосвободена България. От 1880 до 1884 година живее в село Галово, Оряховско, където е оземлен. След това се премества в София, където се занимава с книгоиздателска дейност и има собствен магазин за книги.
Участва активно в в дейността на Централното поборническо-опълченско дружество, на което в различни периоди е председател, секретар и др.
Активен деец е на Народната партия и на Македоно-одринската организация. През ноември 1901 година е избран за председател на Настоятелството на Софийското македоно-одринско дружество.
Към 1910 година е председател на Охридското благотворително братство и подписва „Мемоар на Македонските братства в столицата до Славянски събор в София“.